# Kōdōkan (Jūdō)

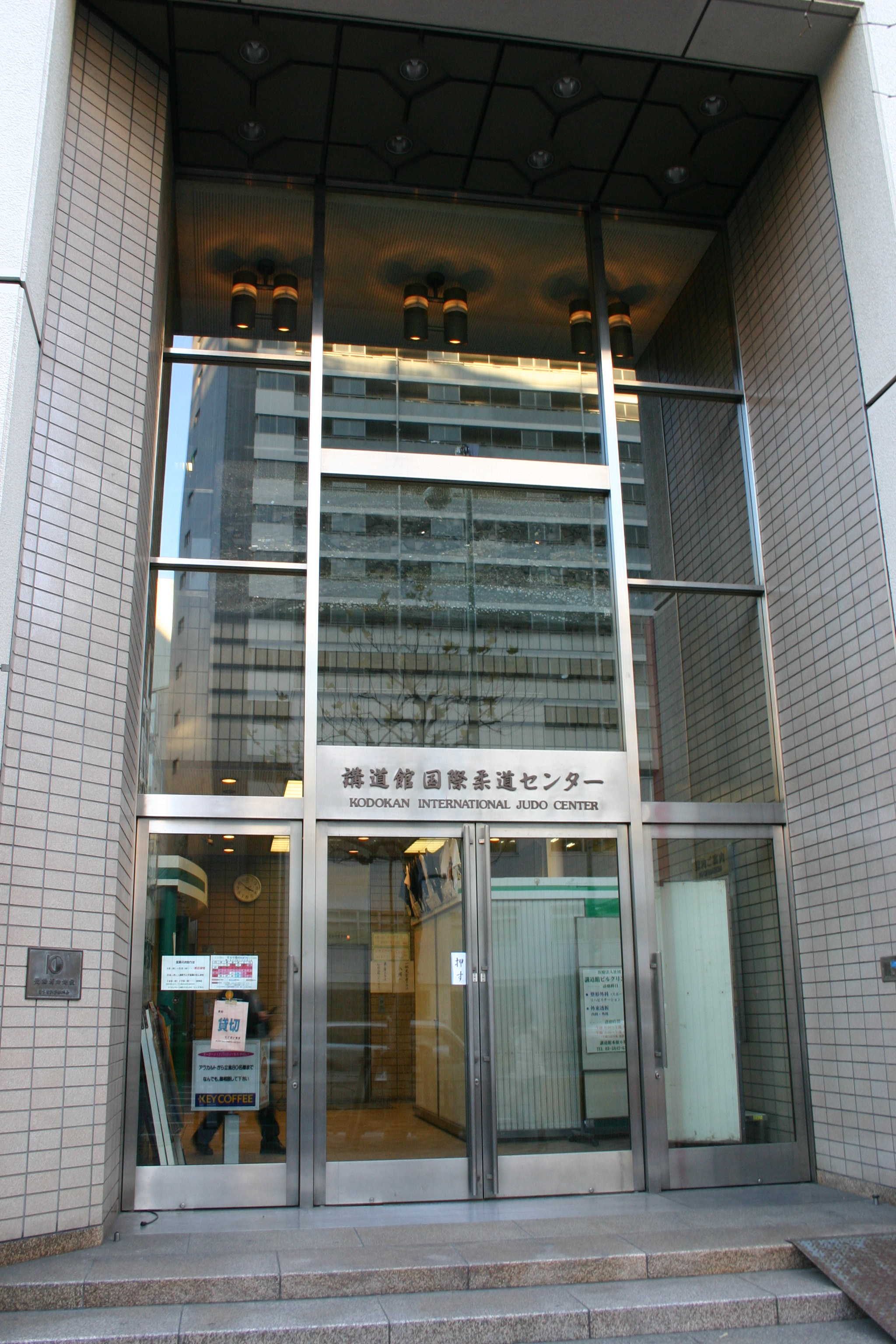
Haupteingang des Kōdōkan

Das Kōdōkan (jap. 講道館 /⁠koːdoːkaɴ⁠/) ist die älteste und bedeutendste Judo-Schule der Welt. Sie befindet sich in dem Tōkyōter Stadtbezirk Bunkyō und wurde 1882 vom Begründer des Judo, Kanō Jigorō, gegründet.
Als bedeutendste japanische Judo-Schule gibt das Kōdōkan die Richtlinien vor, an denen sich weltweit die Judo-Verbände orientieren. So ist es zum Beispiel ein Bestreben vieler Judoka, die inzwischen sehr vielfältigen Variationen der Judo-Kata wieder zu standardisieren, wobei man sich auf die vom Kōdōkan gelehrte Version der Kata beruft. Der Kōdōkan hat damit auch die Funktion, die Reinheit des Judo zu wahren, wie es Kanō Jigorō gelehrt hat.
Als zentrale Ursprungsschulen des Kōdōkan Judo gelten die älteren Jūjutsu-Systeme Tenjin Shinyō-ryū und Kitō-ryū.
1984 wurde zum 100-jährigen Bestehen des Kōdōkan das Kōdōkan International Judo Center eröffnet, in dem es neben mehreren Dojos auch ein Judo Museum, eine Bibliothek und ein Hostel gibt. Im daneben befindlichen Hauptgebäude befindet sich die Verwaltung so wie die All Japan Judo Federation.
Das Haupt Dojo hat etwa 420 Tatamimatten, worüber sich Tribünen befinden, auf denen 900 Zuschauer Platz finden können. Neben diesem gibt es 5 weitere Dojos.

## Name
Der Name besteht aus den Kanji 講 für (hier) „Vorlesung“ oder „Studium“, 道 für „Weg“ (bzw. Dō) und 館 für „(größeres) Gebäude“ oder „Halle“, jeweils in On-Lesung. Eine mögliche Übersetzung wäre also „Halle zum Studium des Weges (genauer dō)“.

## Bedeutende Vertreter

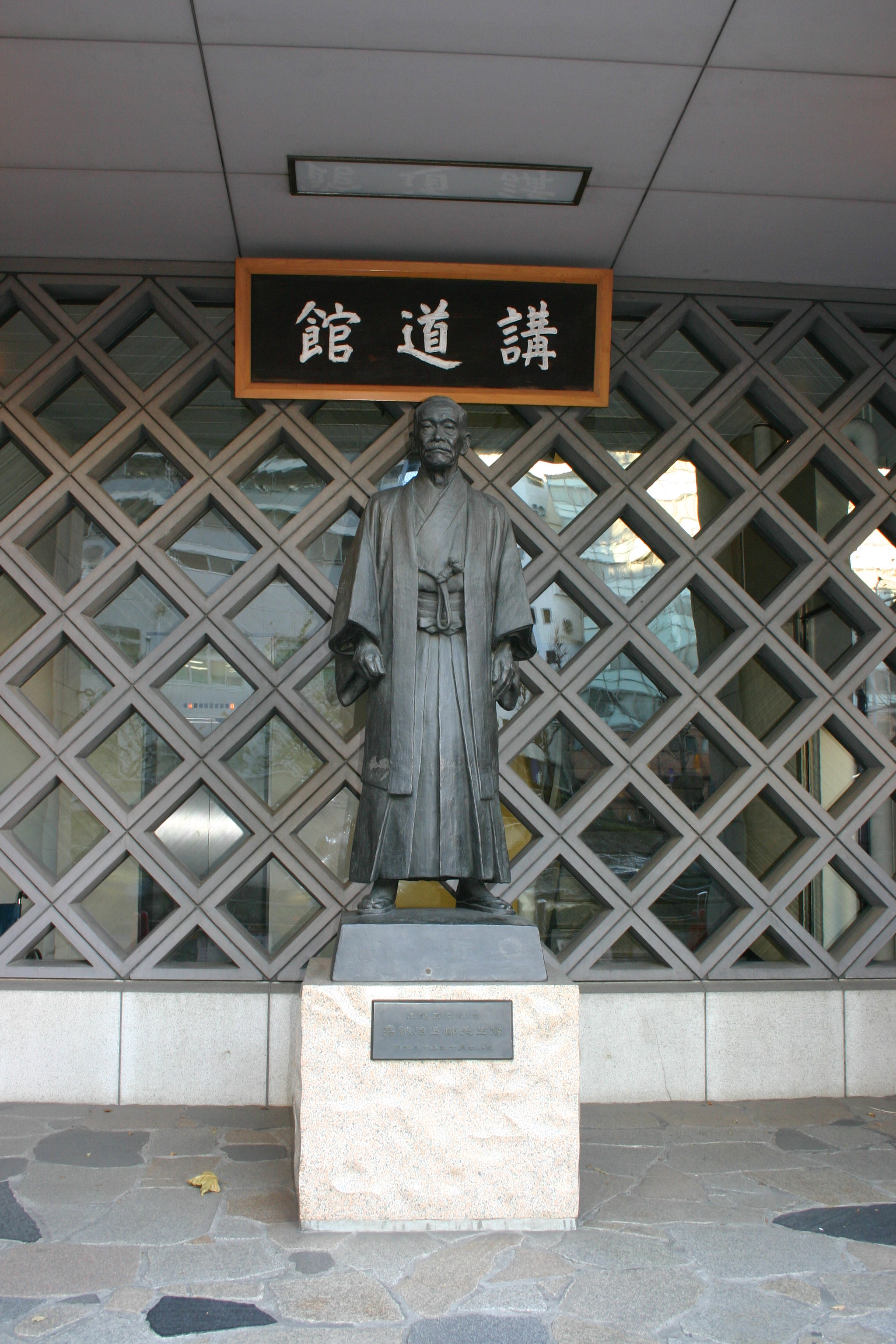
Kanō-Jigorō-Statue vor der Schule

- Ichirō Abe (10. Dan)
- Toshirō Daigo (10. Dan)
- Yoshimi Ōsawa (10. Dan)
- Kyuzu Mifune (10. Dan)

## Präsidenten
- 1882 – 1938 Kanō Jigorō
- 1938 – 1946 Nangō Jirō
- 1946 – 1980 Kanō Risei
- 1980 – 2009 Yukimitsu Kano
- 2009 – Heute Uemura Haruki[3]